# Ludolf König von Wattzau
Ludolf König von Wattzau (Weizau) (ur. ok. 1280/1290, zm. 1348 w Pokrzywnie) – wielki mistrz zakonu krzyżackiego w latach 1342–1345.

## Życiorys
Urodził się ok. 1280/1290. Ludolf König von Wattzau wstąpił do zakonu krzyżackiego, w hierarchii urzędników występuje od 1332 jako wielki podskarbi. W 1338 został wielkim komturem i komturem stołecznego Malborka. W tym okresie prowadził ożywioną politykę kolonizacyjną w swoim okręgu. W 1342 kapituła zakonna wybrała go na urząd wielkiego mistrza. 14 sierpnia 1344 roku nadał prawa miejskie osadzie Soldov, późniejsze Działdowo.
Najważniejszym wydarzeniem krótkich rządów Königa było podpisanie tzw. pokoju kaliskiego z Polską 8 lipca 1343. Wzorem poprzedników wielki mistrz prowadził wojny z Litwą. Odwetowa wyprawa litewska z 1345 dokonała ogromnych zniszczeń w Prusach i stała się według kronikarzy krzyżackich przyczyną choroby psychicznej Ludolfa Königa. Zrezygnował on z urzędu wielkiego mistrza dobrowolnie, po czym objął urząd komtura Pokrzywna. Tam ponoć wyzdrowiał z choroby psychicznej i zmarł w 1348. Pochowany w katedrze w katedrze w Kwidzynie.
W maju 2007 roku odkryto w katedrze w Kwidzynie kryptę ze szczątkami trzech wielkich mistrzów zakonu krzyżackiego.